# 骨かじり
骨かじりは熊本県奥球磨地域（湯前町、多良木町、水上村）の郷土料理。イノシシ（または豚）の骨付き肉を煮込んだ料理である。
イノシシや豚の肋骨、背骨、骨盤などの骨付きの肉を水を張った鍋に入れ、数時間煮こみ、肉が骨から外れるくらいまでになったら、塩で味付けするといった時間は掛かるがシンプルな料理である。水で下ゆでした後に昆布やショウガなどの香味野菜といっしょに煮込んだり、球磨焼酎で香り付けしたり、醤油や味噌で味付けすることもある。肉と骨からのエキスが出たスープをラーメンや鍋料理に利用することもある。
食べる際には、肉、骨を手づかみで食べる。骨の髄まで吸って味わうので「骨かじり」という名がついたとされる。
イノシシ狩りで、イノシシを解体処理した後の骨に残った肉を利用した猟師料理が元になったとされる。
イノシシを用いる場合には、イノシシの狩猟の時期に食されることの多い料理だが、豚肉を用いる場合には季節を問わずに地域の行事の際につくられている。
湯前町のゆのまえ温泉「湯楽里」では、骨かじりをアレンジしたメニューを提供している。この新メニューは依頼を受けた尚絅大学（熊本市）の学生らと共同開発したものである。